# Российский союз евангельских христиан-баптистов
Росси́йский сою́з ева́нгельских христиа́н-бапти́стов (РСЕХБ) — централизованная религиозная организация, объединяющая поместные церкви (местные общины) евангельских христиан-баптистов на территории Российской Федерации. Образован в 1992 году на базе Всесоюзного совета евангельских христиан-баптистов, унаследовал от союза структуру.

## Вероучение
Официальным вероучением Союза является Вероучение 1985 года, унаследованное от ВСЕХБ.

## Структура
РСЕХБ состоит из региональных объединений церквей, которые входят в семь территориальных округов, координируемых заместителями председателя Союза. Высшим органом управления Союза является Всероссийский съезд представителей региональных объединений, созываемый раз в четыре года, на котором избирается председатель и президиум союза и решаются иные вопросы, касающиеся работы объединения.
Оперативное руководство осуществляет Совет союза, состоящий из старших пресвитеров региональных объединений. Возглавляет Совет председатель. Председатель избирается Съездом представителей региональных объединений на 4-летний срок и не может исполнять свои обязанности более двух сроков подряд. Так, например, прежний председатель РСЕХБ пресвитер Алексей Смирнов сложил с себя полномочия в связи с истечением двух 4-летних сроков в ходе XXXIII съезда 25 марта 2018 года.
Официальным печатным органом союза является журнал «Христианское Слово».

## Численность
В настоящее время является крупнейшим объединением верующих данной конфессии в России. Согласно статистическим данным, обнародованным в ходе Совета РСЕХБ, состоявшегося в марте 2019 года: 
- количество церквей в городах и селах России — 1664,
- количество членов церквей — 71991,
- количество крещёных в 2017 г. — 2015.

## Деятельность
В соответствии с баптистским вероучением, РСЕХБ не вправе вмешиваться во внутрицерковную жизнь поместных церквей (общин) — решать вопросы принятия или отлучения членов, выборов пресвитера и т. д. Зона ответственности РСЕХБ — представление интересов церквей во взаимоотношениях с органами власти, обществом и различными религиозными организациями, развитие богословия, проведение межцерковных мероприятий на федеральном уровне, развитие сети учреждений евангельского образования.
РСЕХБ является учредителем Московской богословской семинарии ЕХБ, которая готовит проповедников и служителей воскресных школ Союза. 
РСЕХБ входит в Евро-азиатскую федерацию союзов ЕХБ, Европейскую баптистскую федерацию и Всемирный союз баптистов.

## Персоналии
- Логвиненко Василий Ефимович, председатель РСЕХБ в 1992—1993 годах
- Коновальчик Пётр Борисович, председатель РСЕХБ в 1994—2002 годах
- Сипко Юрий Кириллович, председатель РСЕХБ в 2002—2010 годах
- Алексей Васильевич Смирнов, председатель РСЕХБ в 2010—2018 годах[2]

С марта 2018 года:
- Председатель РСЕХБ: Пётр Вальтерович Мицкевич (избран 22 марта 2018 года)[3]

- Первый заместитель председателя РСЕХБ: Виктор Владимирович Игнатенков[3]
- Руководитель администрации РСЕХБ: Миськевич Владимир Александрович[3]:

Региональные заместители председателя:
- Дальневосточный регион: Виктор Иванович Зайцев
- Сибирский регион: Виталий Павлович Бак
- Уральский регион: Игорь Валерьевич Максаков
- Южный регион: Виктор Васильевич Левашов
- Центральный регион: Николай Николаевич Масляков
- Волжский регион: Александр Петрович Мандзюк
- Северо-Западный регион: Виктор Кириллович Сипко